# Shahrestān-e Salmās
Shahrestān-e Salmās (persiska: شهرستان سلماس, سلماس) är en delprovins (shahrestan) i Iran.   Den ligger i provinsen Västazarbaijan, i den nordvästra delen av landet, 600 km väster om huvudstaden Teheran.
Delprovinsen hade 196 546 invånare 2016.